# Баюновоключівська сільська рада
Баюновоклю́чівська сільська рада (рос. Баюновоключевский сельский совет) — сільське поселення у складі Первомайського району Алтайського краю Росії.
Адміністративний центр — село Баюновські Ключі.

## Населення
Населення — 1897 осіб (2019; 1886 в 2010, 1739 у 2002).

## Склад
До складу сільської ради входять:
| Населений пункт        | Населення, осіб (2002) | Населення, осіб (2010) |
| ---------------------- | ---------------------- | ---------------------- |
| Баюновські Ключі, село | 1459                   | 1630                   |
| Лосіха, селище         | 71                     | 51                     |
| Покровка, селище       | 209                    | 205                    |